# Friedrich Giessner
Friedrich „Fritz“ Giessner (* 18. August 1898 in Gera; † 31. Mai 1976 in Ilfeld, Kreis Nordhausen) war ein kommunistischer Politiker und Widerstandskämpfer. Er war von 1945 bis 1949 Bürgermeister in Gera (von Juli bis Oktober 1945 mit der Wahrnehmung der Geschäfte des Oberbürgermeisters betraut), von 1949 bis 1951 Landrat des Landkreises Nordhausen und von 1957 bis 1963 Bürgermeister der Stadt Nordhausen.

## Leben
Friedrich Giessners Eltern waren Weber und arbeiteten ehrenamtlich für die SPD. Er selbst lernte Dreher und trat 1915 dem Deutschen Metallarbeiter-Verband (DMV) bei. In der Arbeiterjugendbewegung stand er auf dem linken Flügel, der sich an Karl Liebknecht orientierte. 1915 in Gera und 1916 in Berlin half er, die Freie Sozialistische Jugend (FSJ) zusammenzufassen. Als Antimilitarist nahm er an den Antikriegsaktionen und illegalen Tagungen teil. Er verteilte Liebknechts Schriften, vor allem seinen Aufruf gegen den Krieg Das Gebot der Stunde. Im Januar 1917 musste er Soldat werden und wurde 1918 an der Front schwer verwundet. Bei der Rückkehr vom Militär schloss er sich im November 1918 dem Spartakusbund an und wurde im Januar 1919 in Gera Mitbegründer der KPD. Von 1925 bis 1932 war er dort Mitglied des Stadtrats.
Die 1928 einsetzende Politik einer Stalinisierung der KPD lehnt er ab, „weil sie nicht zu jenen Kräfteverhältnis führen konnte, das dem Ansturm der Reaktion und des Faschismus standhielt“, wie er 1945 in seinem Lebenslauf schreibt. Er stand gegen die Sozialfaschismusthese und gegen den Kurs der Revolutionären Gewerkschafts-Opposition (RGO). Friedrich Giessner trat der Kommunistischen Partei-Opposition (KPD-O) bei. Ab 1929 war er Leiter dieser Partei in Gera. Im illegalen Widerstand erreichte Giessner die Zusammenarbeit von Sozialdemokraten und Kommunisten im Sinne einer Einheitsfront. Als einer der Führenden wurde er im Mai 1934 verhaftet und im Oktober vom Oberlandesgericht Jena zu drei Jahren Zuchthaus verurteilt. Man brachte ihn in das KZ Buchenwald. Von dort wurde er im April 1940 entlassen, 1944 war er nochmals in diesem KZ inhaftiert. Er nahm die illegale Arbeit wieder auf und konnte in seinem Wirkungskreis die Einheitsfront der Sozialisten aufrechterhalten. Sie arbeiteten auf die kampflose Übergabe der Stadt Gera an die US-Armee hin, sodass die Stadt am 14. April 1945 unzerstört übergeben werden konnte.
Giessner wurde Vorsitzender des Antifaschistischen Komitees und erster Beigeordneter der Stadt Gera. Als der erste Nachkriegs-Oberbürgermeister Rudolf Paul zum Landespräsidenten von Thüringen ernannt wurde, betraute er Giessner am 21. Juli 1945 mit der Wahrnehmung der Geschäfte des Stadtoberhaupts und verlieh ihm die Amtsbezeichnung Bürgermeister. Er wurde am 22. Oktober 1945 vom neuen Oberbürgermeister Friedrich Bloch abgelöst. Eine Zeitlang war er Politischer Leiter der KPD und gehörte 1946 zum Kreisvorstand der SED. Aber seine KPD-O-Vergangenheit, auf die er stolz blieb, führte in einem Parteiverfahren vor der Zentralen Parteikontrollkommission zu einer Rüge. 
Obwohl seine Aufbauarbeit in Gera für gut befunden wurde, wurde er im August 1949 nach Nordhausen versetzt. Er wirkte dort erst als Landrat, wurde aber rasch abgesetzt. In dieser Periode wurden fast alle erfahrenen KPD-O-Mitglieder aus ihren Funktionen entfernt, nachdem er gesagt und geschrieben hatte, er und andere erfahrene Kommunisten müssten wohl mit der sowjetischen Besatzung über deren Fehler reden können. Von 1951 bis 1955 leitete er die Kreis-Volkshochschule, danach war er stellvertretender Leiter des Kulturamtes der Stadt Erfurt. Mit Chruschtschows Politik der Entstalinisierung gab es eine halbherzige Rehabilitation, so war er von 1957 bis 1963 Bürgermeister in Nordhausen. 
Als Rentner erhielt er verschiedene Ehrungen, Auszeichnungen und Orden. Die 1973 verliehene Ehrenbürgerschaft der Stadt Nordhausen wurde 1990 aberkannt. 1990 wurde die Fritz-Gießner-Straße in Nordhausen-Ost in Johannes-Thal-Straße umbenannt.